# Medley (företag)

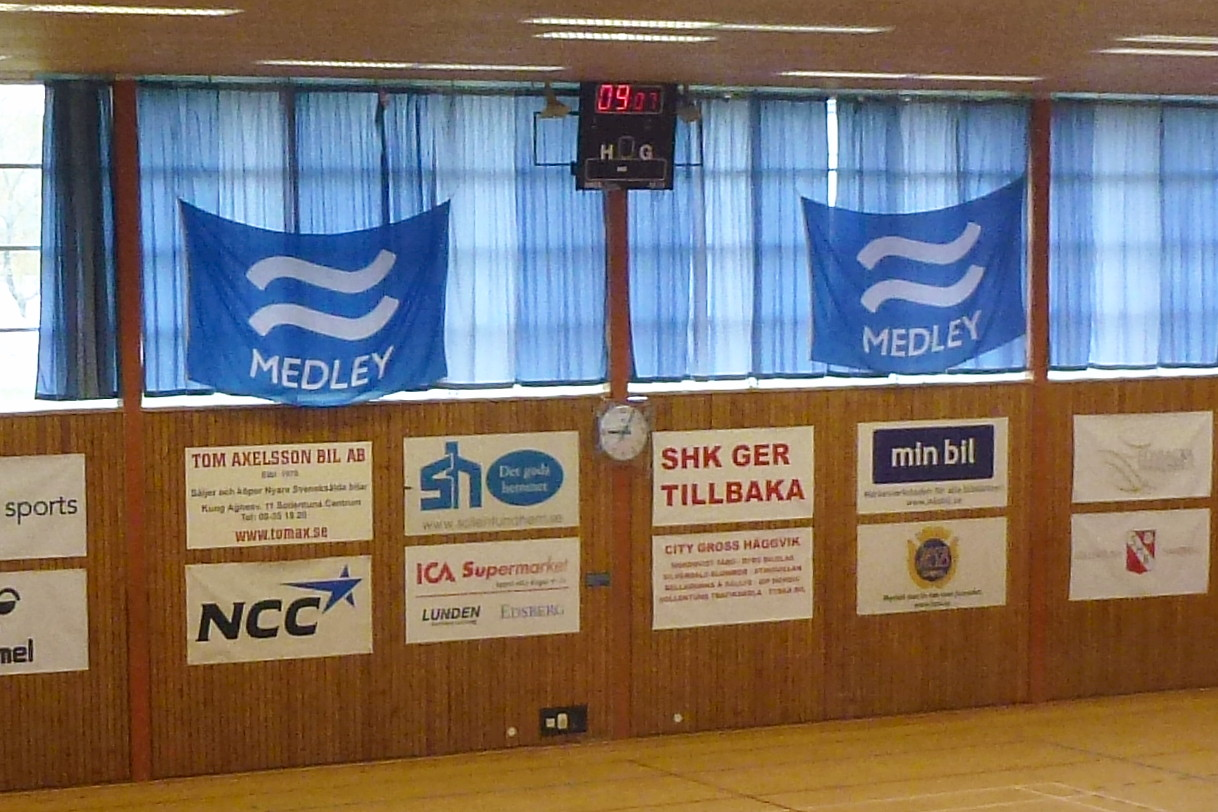
Sollentuna sim- och sporthall drivs av Medley, här deras banderoller i stora hallen.

Medley är ett svenskt företag, grundat 2001, och är den största privatägda operatören av kommunala bad- och friskvårdsanläggningar i Sverige.  
Medley driver 21 bad- och friskvårdsanläggningar i 17 kommuner runt om i Sverige. Totala antalet besök på Medleys anläggningar är över 5 miljoner per år. Företaget beräknas år 2012 att omsätta närmare 300 miljoner. Antal månadsanställda är ca 250 personer. Kapitalförvaltningsbolaget Tagehus Holding AB äger Medley.
Medley bygger även egna simhallar och den första står sedan 2014 klar i Tyresö kommun i Stockholms län.